# Malczew
Malczew – dzielnica usytuowana w południowo-wschodniej części Radomia.
Dawniej wieś znana również pod nazwą Malczów, należąca do rodziny Malczewskich, z której pochodził malarz Jacek Malczewski.
W XV wieku należała do Michała herbu Tarnawa. Miejscowość została włączona do miasta Radom w 1955. Można tu dojechać liniami 20 lub 23 oraz autobusami dojeżdżającymi do pętli „Prędocinek”. Na jej terenie znajduje się Staw Malczewski, przepływający przez staw Potok Malczewski i liczne inne zbiorniki wodne.
Według Systemu Informacji Miejskiej granice Malczewa wyznaczają wewnętrzna południowa obwodnica Radomia, granice działek, ul. Źródłowa, ul. Wodociągowa, ul. Banacha oraz granice miasta. Dzielnica graniczy od zachodu z osiedlem Godów, od północy z Prędocinkiem i Idalinem, od wschodu z Nowinami Malczewskimi oraz Janiszpolem, południowa granica Malczewa natomiast pokrywa się z granicą Radomia.